# Jebel Sinjar
Las montañas de Jebel Sinjar, Jabal Sinjar o montañas Sinjar (del kurdo: Çiyayê Şingalê چیایێ شنگالێ, , en árabe: جبل سنجار‎ Jabal Sinjār, en siríaco: ܛܘܪܐ ܕܫܝܓܪ, romanizado: Ṭura d'Shingar) se encuentran al noroeste de Irak, en la provincia de Ninawa, elevándose sobre la amplia llanura de Al-Yazírah («la isla»), entre los ríos Tigris y Éufrates. El punto más alto se sitúa en torno a los 1500 m. El extremo occidental de esta pequeña cadena montañosa penetra en Siria. El río más importante que nace en este lugar es el wadi Al-Tharthar, que recorre 210 km hasta el lago Tharthar, 120 km al norte de Bagdad.
La ciudad de Sinjar está al sur de la cordillera. Estas montañas son consideradas sagradas por los yazidíes.
En estas montañas viven unos 150 000 kurdos yazidíes, la mitad de los practicantes conocidos del yazidismo, unos 300 000 en todo el mundo. 
El clima es árido y el paisaje estéril y ocre, con una vegetación esteparia que ha ido a menos, ya que las investigaciones realizadas sobre el polen presente en el suelo muestran que hasta hace unos 300 años el lugar era más húmedo. Las precipitaciones raramente superan los 400 mm anuales.

## Geología

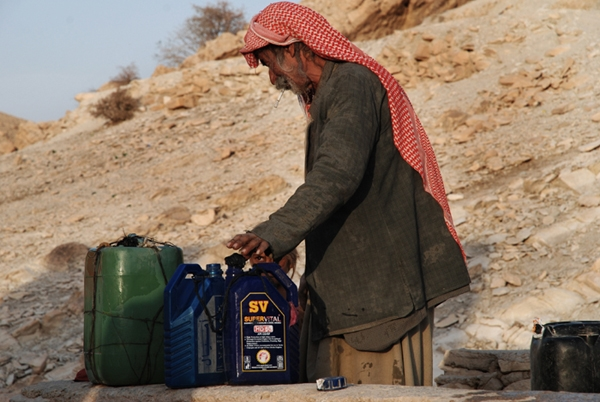
Un pastor yazidí en el Monte Sinjar

Las montañas de Sinjar son una estructura anticlinal con fallas. Estas montañas están formadas por un anticlinal asimétrico y doblemente hundido, que se denomina "anticlinal de Sinjar", con un miembro norte empinado, un miembro sur suave y una vergencia hacia el norte. El lado norte del anticlinal está normalmente fallado, lo que da lugar a la repetición de la secuencia de estratos sedimentarios expuestos en él. El anticlinal de Sinjar, profundamente erosionado, expone una serie de formaciones sedimentarias que van desde el Cretácico tardío hasta el Neógeno temprano. La formación Shiranish del Cretácico tardío aflora en el centro de los montes Sinjar. Los flancos de esta cordillera están formados por estratos con buzamiento hacia el exterior de las formaciones Sinjar y Aliji (del Paleoceno al Eoceno temprano); la formación Jaddala (del Eoceno medio al tardío); la formación Serikagne (Mioceno temprano); y la formación Jeribe (Mioceno temprano). Las montañas de Sinjar están rodeadas de estratos sedimentarios del Mioceno medio y tardío.

Estructuras anticlinales en Nínive. Jebel Sinjar es la estructura más grande y más occidental.

La montaña es una zona de recarga de aguas subterráneas y debería tener agua de buena calidad, aunque lejos de la montaña la calidad de las aguas subterráneas es pobre. Las cantidades son suficientes para el uso agrícola y ganadero.

## Población e historia
Las montañas de Sinjar ya aparecen en los registros del segundo y tercer milenio antes de Cristo con el nombre de Saggar, que también se aplicaba a una deidad asociada a la misma zona. En esa época, la cordillera se consideraba una fuente de basalto, así como de diversos frutos secos, especialmente pistachos, como demuestran los textos de Mari y Mesopotamia.
Las montañas sirvieron principalmente como frontera de los imperios a lo largo de su historia; sirvió como campo de batalla entre los asirios y el Imperio Hitita, y posteriormente fue ocupada por los partos en el 538 a. C. A su vez, el Imperio Romano ocupó las montañas de los partos en el año 115 d. C. A partir del 363 d. C., como resultado de las guerras bizantino-sasánidas, las montañas quedaron en el lado persa de la frontera entre ambos imperios. Esta influencia persa duró al menos doscientos años y condujo a la introducción del zoroastrismo en la región. En el siglo IV, la influencia cristiana en las montañas se afianzó, y Sinjar formó parte de la diócesis cristiana nestoriana de Nusaybin.